# Seo Mi-jung
Seo Mi-jung (kor.: 서미정, ur. 10 lutego 1980) – koreańska florecistka, trzykrotna medalistka mistrzostw świata.
W 1997 roku zdobyła brąz indywidualnie w rywalizacji kadetek na mistrzostwach świata juniorów na Teneryfie. 
Podczas mistrzostw świata w Lipsku w 2005 roku Koreanki w składzie:z Jung Gil-ok, Lee Hyeon-su, Nam Hyun-hee i Seo Mi-jung zdobyły złoty medal w rywalizacji drużynowej. W tej samej konkurencji zdobyła również brązowe medale na mistrzostwach świata w Turynie (2006) i mistrzostwach świata w Paryżu (2010).
Wystartowała na igrzyskach olimpijskich w Sydney w 2000 roku, gdzie zajęła 30. miejsce w zawodach indywidualnych. Był to jej jedyny start olimpijski.
Wywalczyła złoty medal drużynowo i brązowy indywidualnie na igrzyskach azjatyckich w Pusan (2002). Na rozgrywanych cztery lata później igrzyskach azjatyckich w Doha była druga indywidualnie i pierwsza drużynowo. Zdobyła również kolejny złoty medal w turnieju drużynowym na igrzyskach azjatyckich w Kantonie (2010).